# Lieja-Bastoña-Lieja 1961
La Lieja-Bastogne-Lieja 1961 fue la 47.ª edición de la clásica ciclista Lieja-Bastoña-Lieja. La carrera se disputó el domingo 15 de mayo de 1961, sobre un recorrido de 251 km. El vencedor final fue el belga Rik Van Looy (Faema) que consiguió el triunfo ante sus compañeros de fuga, el francés Marcel Rohrbach (Peugeot) y el belga Armand Desmet (Faema), segundo y tercero respectivamente. 

## Clasificación final
| Posición | Ciclista                | Equipo   | Tiempo   |
| -------- | ----------------------- | -------- | -------- |
| 1        | Rik Van Looy            | Faema    | 6h44'34" |
| 2        | Marcel Rohrbach         | Peugeot  | s.t.     |
| 3        | Armand Desmet           | Faema    | s.t.     |
| 4        | Piet Van Est            | Faema    | a 42"    |
| 5        | Guillaume Van Tongerloo | Faema    | s.t.     |
| 6        | Emile Daems             | Philco   | s.t.     |
| 7        | Pierre Ruby             | Peugeot  | s.t.     |
| 8        | Luis Otaño              | Licor 43 | s.t.     |
| 9        | Alfons Hermans          | Dr. Mann | s.t.     |
| 10       | Jozef Planckaert        | Wiel's   | s.t.     |